# 久田基治
久田 基治（ひさだもとはる、1964年 - ）は、日本の構造家。構造設計工房デルタを主宰。愛知県生まれ。

## 来歴
1987年 日本大学理工学部建築学科卒。木村俊彦構造設計事務所入社。1996年 同事務所取締役就任。1998年 同事務所代表取締役就任。1999年同事務所退所、有限会社構造設計工房デルタ設立し代表就任。2008年首都大学東京で非常勤講師。
2017年 日本建築構造技術者協会　本部理事就任。2021年 日本建築構造技術者協会　副会長就任。
手がけた構造設計はこれまでに数百件にのぼる。担当した建築家には、伊東豊雄（八代広域消防本部庁舎、八代市立博物館・未来の森ミュージアム）、槇文彦（YKK R&Dセンター）長島正充（新高松空港旅客ターミナルビル）、戸尾任宏（相模原市立博物館）ワークステーション（麻布大学獣医臨床センター、岐阜県営北方住宅高橋棟）など。